# Good Behavior
Good Behavior ist eine US-amerikanische Dramaserie von Chad Hodge und Blake Crouch, in deren Mittelpunkt die kürzlich auf Bewährung entlassene Diebin, Betrügerin und erst seit kurzem cleane Letty (Michelle Dockery) steht. Sie will ihr gutes Benehmen unter Beweis stellen, verliebt sich aber ausgerechnet in einen Auftragsmörder. Die Serie basiert lose auf drei Krimierzählungen von Crouch, die bisher nicht auf Deutsch erschienen. Hodge fungierte als Showrunner. Die Erstausstrahlung der insgesamt zwei Staffeln fand zwischen November 2016 und Dezember 2017 beim Kabelsender TNT statt. Im deutschsprachigen Raum zeigte TNT Serie die Serie.

## Handlung
Die alkoholkranke und ehemals drogensüchtige Letty Raines versucht nach vorzeitiger Entlassung aus der Justizvollzugsanstalt – die Reststrafe wird zur Bewährung ausgesetzt – ein besserer Mensch zu werden, um das Sorgerecht für ihren zehnjährigen Sohn Jacob zu erhalten. Dieser lebt bei Lettys Mutter, Estelle, die zwischenzeitlich eine gerichtliche Schutzanordnung erwirkt hat. In Freiheit führt die Protagonistin ein selbstzerstörendes und wenig zielführendes Leben und bestreitet ihren Unterhalt als Diebin und Betrügerin. Zudem hält sie bestimmte Bewährungsauflagen nicht streng ein. Trost findet sie lediglich bei ihrem Bewährungshelfer Christian, der seiner Probandin freundschaftlich zur Seite steht.
Eines Tages wird Letty zufällig Augenzeugin, wie ein Killer angeheuert wird, um eine Ehefrau zu töten. Ihre erfolglose Bemühung den Mord zu verhindern, bringt sie schließlich Javier, dem sanftmütigen Mörder, näher. Dieser ist sofort von der Mittdreißigerin fasziniert und umsorgt sie, bis schließlich auch die Angebetete seine Gefühle erwidert.
Am Ende der ersten Staffel liefert Letty dem FBI schweren Herzens den entscheidenden Hinweis zum Aufenthalt Javiers –  im Gegenzug für Jacobs alleiniges Sorgerecht. Nachfolgend versucht sie ihren Verrat wettzumachen und ihre große Liebe vor den Behörden zu retten, was ihr auch gelingt.

## Literarische Vorlage
Die Grundidee zur Thematik erdachte Blake Crouch bereits im März 2009. Er stellte sich hierbei die Frage, was wohl passieren könnte, wenn jemand ganz zufällig Zeuge eines Gespräches wird, in dem ein Unbekannter für einen Mord angeheuert wird. Später wurde daraus die konfliktbeladene „Letty“ Dobesh. Ihre erste Geschichte, The Pain of Others, wurde in der Märzausgabe (2011) des Alfred Hitchcock’s Mystery Magazine erstveröffentlicht.
Die Pilotfolge der Serie folgt im Wesentlichen den ersten sieben Kapiteln von The Pain of Others, bis zu dem Punkt, an dem Letty den entwaffneten Auftragsmörder seinem unumgänglichen Schicksal überlässt. Im Buch wird das Zielobjekt – die wütende Ehefrau – selbst zum Täter. Sie foltert den Gewaltverbrecher auf bestialische Weise – bis Letty die kaltblütige Sadistin erschießt. Zudem gibt es weitere Änderungen. Aus Letisha Dobesh wird in der Serienadaption Leticia Raines und aus dem Bösewicht Arnold wird Javier.
In der zweiten Kurzgeschichte, Sunset Key, engagiert eine psychopathische Person die mittellose Protagonistin für den Raub eines wertvollen van-Gogh-Gemäldes. Dieser Auftrag erweist sich später als fingiert. Letty wird selbst zum Opfer der vermeintlichen Zielperson. Über ein kleines Eiland flüchtend, erschießt sie am Ende ihren Peiniger in Notwehr. Diese Novelle fand in der ersten Staffel der Serie keine Verwendung.
In Grab, der dritten Erzählung, geht es im Wesentlichen um einen großen Coup im Wynn Las Vegas. Einige Kriminelle rauben mit Lettys Hilfe das Spielcasino aus, bevor sie dann selbst von Christian, einem berüchtigten Gangster, um ihre Beute gebracht werden. Dieser mimte – in einem über Monate währenden, perfiden Spiel – eigens Letishas Psychotherapeuten. Letzten Endes teilt der gewiefte Taktiker das erbeute Geld mit Letty, für die er große Sympathie hegt.
Am 6. November 2018 gab Hodge auf Instagram bekannt, dass es keine dritte Staffel auf TNT geben werde.

## Besetzung und Synchronisation
Die deutsche Synchronisation entstand unter der Dialogregie von Sabine Falkenberg durch die Synchronfirma Lavendelfilm GmbH in Potsdam.
| Rollenname             | Schauspieler        | Hauptrolle (Episoden) | Nebenrolle (Episoden) | Synchronsprecher |
| ---------------------- | ------------------- | --------------------- | --------------------- | ---------------- |
| Leticia „Letty“ Raines | Michelle Dockery    | 1.01–                 |                       | Anne Helm        |
| Javier Pereira         | Juan Diego Botto    | 1.01–                 |                       | Dirk Bublies     |
| Christian Woodhill     | Terry Kinney        | 1.01–                 |                       | Robert Missler   |
| Estelle Raines         | Lusia Strus         | 1.01–                 |                       |                  |
| Jacob Raines           | Nyles Julian Steele | 1.01–                 |                       |                  |
| Robert „Rob“ McDaniels | Joey Kern           | 2.01–                 | 1.04–1.10             |                  |

## Episodenliste

### Staffel 1
| Nr. (ges.) | Nr. (St.) | Deutscher Titel                     | Originaltitel                             | Erstausstrahlung USA | Deutschsprachige Erstausstrahlung (D) | Regie             | Drehbuch                   |
| ---------- | --------- | ----------------------------------- | ----------------------------------------- | -------------------- | ------------------------------------- | ----------------- | -------------------------- |
| 1          | 1         | Also doch keine Englischlehrerin    | So You’re Not an English Teacher          | 15. Nov. 2016        | 16. Nov. 2016                         | Charlotte Sieling | Chad Hodge & Blake Crouch  |
| 2          | 2         | Nur das Beste für Mrs. Diaz         | Only the Best for Mrs. Diaz               | 15. Nov. 2016        | 16. Nov. 2016                         | Carl Franklin     | Chad Hodge                 |
| 3          | 3         | Weil ich so schrecklich bin         | From Terrible Me                          | 22. Nov. 2016        | 23. Nov. 2016                         | Magnus Martens    | Chad Hodge                 |
| 4          | 4         | Deine Mama hatte eine harte Nacht   | Your Mama Had a Hard Night                | 29. Nov. 2016        | 30. Nov. 2016                         | Mark Piznarski    | Blake Crouch               |
| 5          | 5         | Schönheit, wem Schönheit gebührt    | Beautiful Things Deserve Beautiful Things | 6. Dez. 2016         | 7. Dez. 2016                          | Mikkel Nørgaard   | Chad Hodge                 |
| 6          | 6         | Wir geben vor, nicht weiterzukommen | We Pretend We’re Stuck                    | 13. Dez. 2016        | 14. Dez. 2016                         | Jonas Pate        | Chitra Elizabeth Sampath   |
| 7          | 7         | Die Ballade vom kleinen Santino     | The Ballad of Little Santino              | 20. Dez. 2016        | 21. Dez. 2016                         | Phil Abraham      | Brett Johnson              |
| 8          | 8         | Und es passt immer noch             | It Still Fits Bitch                       | 27. Dez. 2016        | 28. Dez. 2016                         | Mark Piznarski    | Dana Baratta               |
| 9          | 9         | Für Sie wahrscheinlich Erdbeere     | For You I’d Go with Strawberry            | 3. Jan. 2017         | 4. Jan. 2017                          | Mikkel Nørgaard   | Lenore Zion                |
| 10         | 10        | Einfach alles                       | All the Things                            | 10. Jan. 2017        | 11. Jan. 2017                         | Magnus Martens    | Blake Crouch & Sarah Berry |

### Staffel 2
| Nr. (ges.) | Nr. (St.) | Deutscher Titel                                  | Originaltitel                               | Erstausstrahlung USA | Deutschsprachige Erstausstrahlung (D) | Regie            | Drehbuch                       |
| ---------- | --------- | ------------------------------------------------ | ------------------------------------------- | -------------------- | ------------------------------------- | ---------------- | ------------------------------ |
| 11         | 1         | Der Herzinfarkt hat sich am besten bewährt       | The Heart Attack Is the Best Way            | 15. Okt. 2017        | 17. Okt. 2017                         | Mikkel Nørgaard  | Chad Hodge                     |
| 12         | 2         | Ich will, dass du einmal jemanden am Leben lässt | I Want You to Leave a Person Alive for Once | 22. Okt. 2017        | 24. Okt. 2017                         | Magnus Martens   | Chitra Elizabeth Sampath       |
| 13         | 3         | Weil ich Frau Weihnachtsmann bin                 | Because I'm Mrs. Claus                      | 29. Okt. 2017        | 31. Okt. 2017                         | Clare Kilner     | Chad Hodge                     |
| 14         | 4         | Das ist ein Zeichen                              | I Think It's a Sign                         | 5. Nov. 2017         | 7. Nov. 2017                          | Mikkel Nørgaard  | Brett Johnson                  |
| 15         | 5         | Du könntest mich entdecken                       | You Could Discover Me                       | 12. Nov. 2017        | 14. Nov. 2017                         | Jessica Lowrey   | Chitra Elizabeth Sampath       |
| 16         | 6         | Zu einfach macht auch keinen Spaß                | It's No Fun If It's Easy                    | 19. Nov. 2017        | 21. Nov. 2017                         | Coky Giedroyc    | Dana Baratta                   |
| 17         | 7         | Danke nicht Gott, danke mir                      | Don't Thank God, Thank Me                   | 26. Nov. 2017        | 28. Nov. 2017                         | Louise Friedberg | Aaron Fullerton                |
| 18         | 8         | Bleib wie du bist                                | Stay Beautiful                              | 3. Dez. 2017         | 5. Dez. 2017                          | Mikkel Nørgaard  | Lenore Zion                    |
| 19         | 9         | Ich bin auch ein gewalttätiger Krimineller       | And I Am a Violent Criminal                 | 10. Dez. 2017        | 12. Dez. 2017                         | Doc Crotzer      | Lenore Zion & Sarah Berry      |
| 20         | 10        | Letty Raines, in der Villa, mit der Knarre       | Letty Raines, in the Mansion, with the Gun  | 17. Dez. 2017        | 19. Dez. 2017                         | Magnus Martens   | Aaron Fullerton & Joshua Karns |

## Rezeption
In der Internet Movie Database gab es im Durchschnitt 8,2 von 10 Punkten bei über 5.000 Bewertungen. Auf der Kritikenwebseite Rotten Tomatoes erhielt die erste Staffel eine Wertung von 76 Prozent. Unter den 25 ausgewerteten Kritiken finden sich 19 positive. Metacritic errechnete für Good Behavior, basierend auf 22 englischsprachigen Kritiken, einen Metascore von 65 (Stand: 26. August 2017).